# Apchat
Apchat é uma comuna francesa na região administrativa de Auvérnia-Ródano-Alpes, no departamento Puy-de-Dôme. Estende-se por uma área de 36,33 km². Em 2010 a comuna tinha 169 habitantes (densidade: 4,7 hab./km²).